# Nosybus nobilis
Nosybus nobilis là một loài côn trùng trong họ Berothidae thuộc bộ Neuroptera. Loài này được Navás miêu tả năm 1910.